# Streptococcus pyogenes
Streptococcus pyogenes або стрептокок групи А (англ. GAS) — аеробна, грам-позитивна бактерія. Нерухомий, не утворює спори, має форму коків завдовжки менше 2 мкм. При розмноженні клітини бактерій утворюють ланцюжки. При вирощуванні на агарі утворюють великі колонії діаметром більше 0,5 мм. Має β-гемолітичну картину росту на кров'яному агарі та налічує понад 60 різних штамів. Тест на каталазу — негативний.

## Геном
Геном різних штамів був секвенований. Його розмір — 1,8–1,9 Мбіт. Залежно від штаму, він кодує близько 1700—1900 білків (1700 у штамі NZ131, 1865 у штамі MGAS5005).

## Серотип і фактори вірулентності

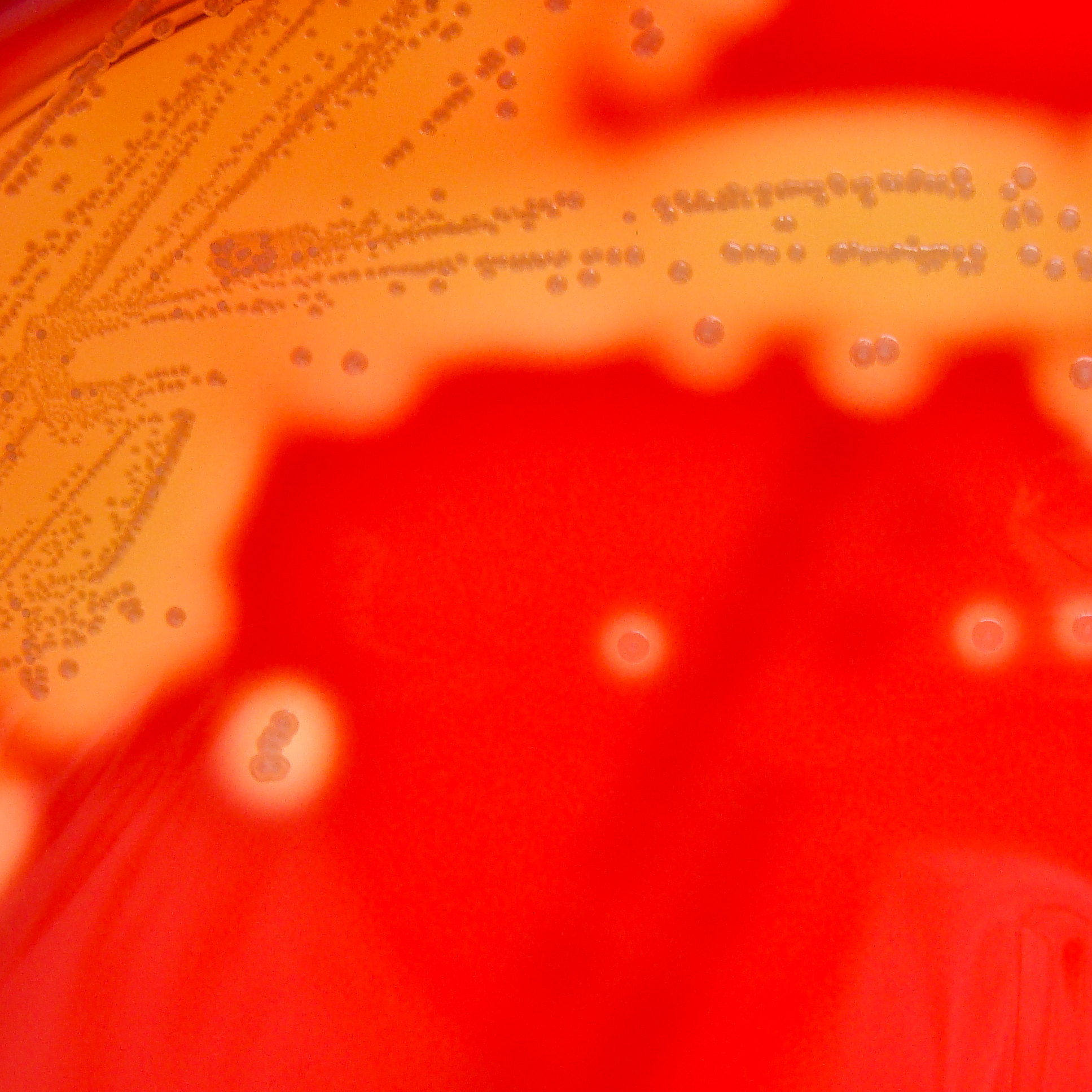
Гемолітична активність S. pyogenes на кров'яному агарі

У 1928 році Ребекка Лансфілд опублікувала метод серотипування S. pyogenes на основі його полісахариду клітинної стінки, фактора вірулентності, що знаходиться на його поверхні. Пізніше, у 1946 році, Лансфілд описала серологічну класифікацію S. pyogenes на основі його поверхневого Т-антигену. Було виявлено, що чотири з 20 Т-антигенів це пілі, які використовуються бактеріями для приєднання до клітин-господарів. Станом на 2016 рік ідентифіковано загалом 120 М-білків бактерії.
Всі штами S. pyogenes є полілізогенізованими, оскільки вони несуть один або кілька бактеріофагів у своїх геномах. Як правило, геном штамів S. pyogenes, виділений під час хвороби на 90 % ідентичний, вони відрізняються фагом, який вони переносять.
S. pyogenes має кілька факторів вірулентності, які дозволяють йому приєднуватися до тканин хазяїна, ухилятися від імунної відповіді та поширюватися, проникаючи в шари тканини господаря. Бактеріальна капсула на основі вуглеводів, що складається з гіалуронової кислоти, оточує бактерію, захищаючи її від фагоцитозу нейтрофілами. Крім того, капсула та кілька факторів, вбудованих у клітинну стінку, включаючи М-білок, ліпотейхоєву кислоту та білок F (SfbI), полегшують приєднання до різних клітин-господарів. М-білок також інгібує опсонізацію альтернативним шляхом комплементу шляхом зв'язування з регуляторами комплементу господаря. М-білок, знайдений на деяких серотипах, також здатний запобігти опсонізації шляхом зв'язування з фібриногеном . Однак М-білок є також найслабшою точкою захисту цього збудника, оскільки антитіла, що виробляються імунною системою проти М-білка, роблять бактерій уразливими для поглинання фагоцитами. М-білки є унікальними для кожного штаму, і ідентифікація може бути використана клінічно для підтвердження штаму, який спричинює хворобу .

## Поширення
Streptococcus pyogenes може бути частиною мікрофлори людини. Оскільки бактерія є аеробною, вона мешкає на ділянках тіла людини, до яких є доступ повітря — шкіра, глотка, слизова оболонка статевих органів, пряма кишка. Крім людини носієм стрептокока може бути велика рогата худоба.

## Патогенні властивості
Streptococcus pyogenes може спричинити у людини широкий спектр інфекцій. Стрептококовий фарингіт, який характеризується гарячкою, збільшеними мигдалинами, чутливістю шийних лімфатичних вузлів. Скарлатина, імпетиго, пневмонія, септицемія, отит, мастит, сепсис, флегмона, бешиха, міозит, остеомієліт, септичний артрит, менінгіт, ендокардит, перикардит та інфекції новонароджених також спричинені цією бактерією. Стрептококовий синдром токсичного шоку, гостра ревматична гарячка (запалення суглобів, ускладнення кардиту та ЦНС), постстрептококовий гломерулонефрит та некротизуючий фасціїт (інфекція яка швидко прогресує та спричинює руйнування тканин) — одні з найбільш серйозних ускладнень, пов'язаних із інфекцією Streptococcus pyogenes. Щороку спостерігається щонайменше 517 000 смертей у світі через тяжку інфекцію S. pyogenes та одне лише захворювання на ревматизм — 233 000 смертей. Некротизуючий фасціїт вбиває близько 30 % пацієнтів, а синдром токсичного шокового стрептококового шоку має рівень смертності 30-70 %.

## Шляхи передачі інфекції
Передача відбувається респіраторним шляхом, при контакті рук з носовими виділеннями та контакті шкіри з ураженням імпетиго. Збудник може бути виявлений у мікрофлорі прямої кишки, піхві, шкірі та глотці, а контакт з цими поверхнями може поширити інфекцію. Стрептокок може інфікувати велику рогату худобу, а потім через неї потрапляти назад у людину через сире молоко, а також через забруднені джерела їжі. Велика рогата худоба не хворіє. Некротизуючий фасціїт зазвичай розвивається через забруднення шкірних уражень або ран інфекційним агентом.

## Стійкість у довкіллі
Бактерія може виживати у довкіллі тривалий час, від 3 діб до 6,5 місяців. Було виявлено, що S. pyogenes виживає у морозиві протягом 18 діб, сирому та пастеризованому молоці при 15-37 °C 96 годин, вершковому маслі кімнатної температури 48 годин. Встановлено, що стрептокок зберігає життєздатність кілька діб у холодних салатах при кімнатній температурі.

## Чутливість і стійкість до антибіотиків
S. pyogenes чутливий до широкого спектра антибіотиків, таких як пеніцилін, азитроміцин, кліндаміцин, іміпенем, рифампіцин, ванкоміцин, макроліди, лінкоміцин та β-лактамні. Деякі штами бактерії стійкі до певних макролідів, лінкоміцину, хлорамфеніколу, тетрацикліну.